# Рей Клемънс
Рей Клемънс (на английски: Ray Clemence) е бивш английски футболен вратар, станал световноизвестен след престоя си в английския отбор Ливърпул

## Биография
Роден в Скегнес, Линкълншир, Англия на 5 август 1948 г., той играе първоначално в Скънторп, но през юни 1967 г. е купен от Бил Шанкли, мениджъра на Ливърпул, само за 18 000 паунда. До 1970 г. е резерва на Томи Лорънс, но след това става титулярен вратар на отбора. Дебютът му за Ливърпул е на 16 септември 1969 г. срещу Дъндалк като домакин за Купата на панаирните градове, като отборът му побеждава с 10:0.
Клемънс изиграва 61 мача за английския национален отбор, 56 от които докато играе в Ливърпул. През сезон 1978/79 той допуска само 16 гола във вратата си, което става рекорд.
След като печели 12 големи отличия с отбора от Ливърпул и запазва вратата си суха в 335 от общо 665-те (или 666-те) си мача, Клемънс отива да играе в лондонския Тотнъм през 1981 г. срещу сумата от 300 000 паунда.
Клемънс не се отказва от състезателната си кариера почти до 40-ия си рожден ден.

## Успехи
Клемънс печели титлата в Англия през сезоните 1972/73, 1975/76, 1976/77, 1978/79 и 1979/80. През 1974 г. става носител на Купата на Футболната асоциация, а през 1977, 1978 и 1981 г. – на Купата на европейските шампиони. През 1973 г. и 1976 г. отборът му печели Купата на УЕФА, а през 1974, 1976, 1977, 1979 и 1980 г. печели Чарити шилд, като през 1977 г. трофеят е поделен. Клемънс взема европейската Суперкупа през 1977 г.